# Gottfried Feder
Gottfried Feder, född 27 januari 1883 i Würzburg, död 24 september 1941 i Murnau am Staffelsee, var en tysk ingenjör, ekonom och politiker. Han var en av de tidigaste medlemmarna av Nationalsocialistiska tyska arbetarepartiet (NSDAP) och fungerade som partiets ekonomiteoretiker.
Påverkad av marxistiska tankegångar bildade Feder 1918 Tyska kampförbundet för brytande av ränteslaveriet. 1919 anslöt han sig till Tyska arbetarpartiet (DAP).
Det var en av Feders föreläsningar 1919 som fick Adolf Hitler att gå med i partiet. Gottfried Feder medverkade väsentligt vid utformandet av de "25 punkterna" inom NSDAP, han blev partiets ekonomiske teoretiker och hans tankar om kamp mot de judiska kapitalisternas ränteslaveri var en viktig del i nazisternas tidiga propaganda. Feder blev 1924 invald i riksdagen, blev 1933 vid Hitlers makttillträde statssekreterare i riksekonomiministeriet och i januari 1934 även rikskommissarie för den "inre koloniseringen". I december 1934 lämnade han dock båda dessa poster efter en konflikt med riksbankschefen Hjalmar Schacht. Han desavouerades i samband med detta av Hitler, som nu införde en mer nationalistisk politik även inom ekonomins område. Feder var från 1927 även utgivare av NSDAP:s skriftserie Nationalsozialistische Bibliothek, bland hans skrifter märks Das Programm der NSDAP und seine weltanschaulichen Grundgedanken (1927, därefter en mängd utgåvor) och Kampf gegen die Hochfinanz (1933).
Feder menade att ”socialstaten” skulle styras så att politik och ekonomi skulle hållas åtskilda. Han föreslog ett tvåkammarsystem där första kammaren styrdes korporativt och hade hand om ekonomin, medan de politiska frågorna avgjordes i den andra kammaren.